# 汲田克夫
汲田 克夫（くみた かつお、1931年12月26日 - ）は、日本の教育学者。大阪教育大学名誉教授
。

## 略歴
1931年（昭和6年）長野県生まれ。
1950年（昭和25年）長野県松本県ヶ丘高等学校卒業。
1955年（昭和30年）東京大学教育学部（学校教育学科）卒業。
1957年（昭和32年）東京大学大学院人文科学研究科修士課程修了。
1957年（昭和32年）東京大学教育学部助手、
1960年（昭和35年）愛媛大学教育学部助手、
1965年（昭和40年）愛媛大学教育学部講師、
1967年（昭和42年）大阪教育大学講師、
1972年（昭和47年）大阪教育大学助教授を経て、
1976年（昭和51年）大阪教育大学教授。
1979年（昭和54年）より、大阪教育大学天王寺分校主事、
1983年（昭和58年）大阪教育大学補導部長、
1988年（昭和63年）大阪教育大学教養学科主事などを務めた。
1992年（平成4年）大阪教育大学定年退官。大阪教育大学名誉教授。
退官後は、大阪工業大学教授を務めている。

## 人物
汲田は東大時代、1952年（昭和27年）の3月から9月の半年間、東大三鷹寮（現在の三鷹国際学生宿舎）の寮委員長を務めている。この時期はGHQによる占領が解除され、朝鮮戦争、血のメーデー事件、破防法などに見るとおり世情不安な時期でもある。彼は三鷹クラブに寄せた「東大三鷹寮第5期委員会をかえりみて」という一文の中で当時を以下のように回想している。
「暗さ、不安、怒りのようなものが基調となった緊張の六カ月であったように思われる。僕が何故に寮委員長に推薦されたのか当時さっぱりわからなかった。ずうっと後になってわかったのは、私の声が大きくて拡声機がわりになるから(?)ということで推薦されたらしい。とにかくみんなに信任されて、寮委員長になってからの仕事は、まず委員会づくりと新入寮生の選考であった。（中略）三鷹寮への入寮希望者は年々増加し、当時定員をオーバーしていた。私たちはたしか家の収入のすくない人からとっていったように思う。五月一日、宮城前広場でメーデー事件が起った。寮生の何人かがメーデーに参加し、夕闇追るころ、二人の負傷者が新しくなったばかりの寮委員の部屋にかけこんできたのであった。私たちは直ちに委員会をひらき、負傷者の救援と寮を守ることについて相談した。私服が寮の内外をうろついていた状態の中で寮生は緊張していた。私たちのとった処置は正しかった。翌日から、メーデー事件の関係者を逮捕するというので都下の大学のいくつかの寮が警官隊の侵入をうけた。しかし、幸い、私たちの寮は守られた。」

## 著書・共著
- 『ぼくも働きたい－障害者(児)問題をすべての国民のものに』汲田 克夫、河野 勝行 （1970年）
- 『近代保険思想史序説』医療図書出版社（1974年）
- 『子供の排便教育』あゆみ出版（1976年）
- 『現代保険思想研究I』医療図書出版社（1977年）
- 『健康教育概論－生きる権利の認識』 野尻 与市、汲田 克夫（1977年）
- 『宮本顕治の保健思想－生き方と健康』 医療図書出版社 （1978年）
- 『排便教育と生活指導－自主的な健康管理能力を育てるために』 あゆみ出版（1981年）
- 『小中学生のからだと健康－健康管理の手引き』創元社（1981年）
- 『冬の木よ』汲田克夫 三木千穂子（1994年）
- 『晩節を生きる－老いの愉しみ方』朱鷺書房（1999年）
- 『生涯育ち盛り－真実の言葉』 日本図書刊行会近代文芸社（2000年）
- 『人生の応援歌』新風舎（2007年）